# Juan Álvarez de Toledo
Juan Álvarez de Toledo y Zúñiga (Toledo, 15 luglio 1488 – Roma, 15 settembre 1557) è stato un cardinale e arcivescovo cattolico spagnolo.

## Biografia
Nacque a Toledo il 15 luglio 1488, figlio di don Fadrique Álvarez de Toledo y Enríquez, II duca d'Alba, e di Isabel de Zúñiga, contessa di Siviglia. Suo fratello maggiore era Pedro di Toledo, viceré di Napoli e padre di Eleonora di Toledo, moglie di Cosimo I de' Medici.
Abbracciò la vita religiosa nel convento dei domenicani di San Esteban a Salamanca e prese i voti nel 1507.
Studiò a Valladolid e Parigi e fu professore di filosofia e teologia all'università di Salamanca.
Nel 1523 fu nominato vescovo di Cordova; fu trasferito alla sede di Burgos nel 1537 e promosso arcivescovo metropolita di Santiago de Compostela nel 1550.
Papa Paolo III lo creò cardinale nel concistoro del 20 dicembre 1538. Nel 1540 si stabilì a Roma e ricoprì numerosi incarichi presso la curia: fu inquisitore, camerlengo del Sacro collegio e vescovo suburbicario di Albano e Frascati.
Il 4 luglio 1542 Paolo III affiancò a Gian Pietro Carafa, il futuro papa Paolo IV, una commissione di cardinali per coordinare l'attività dell'inquisizione: Tommaso Badia e Giovanni Morone erano i concilianti che si opponevano agli intransigenti Carafa, Pier Paolo Parisio, Bartolomeo Guidiccioni e Dionisio Laurerio. Il 21 luglio dello stesso anno la commissione dei sei cardinali fu riequilibrata sostituendo Giovanni Morone, che era direttamente coinvolto in quanto vescovo di Modena, città in cui si erano diffuse le idee riformatrici, con Juan Álvarez de Toledo.
Morì a Roma il 15 settembre 1557, all'età di 69 anni.

## Conclavi
Durante il suo periodo di cardinalato, Juan Álvarez de Toledo partecipò ai conclavi:
- Conclave del 1549-1550, che elesse papa Giulio III;
- Conclave dell'aprile 1555, che elesse papa Marcello II
- Conclave del maggio 1555, che elesse papa Paolo IV

## Successione apostolica
La successione apostolica è:
- Vescovo Gregorio Castagnola, O.P. (1545)
- Arcivescovo Luis de Torres (1549)
- Cardinale Bartolomé de la Cueva y Toledo (1549)

## Ascendenza
|                                                          |                                                   |                                                                   | Genitori                                                              |  |  | Nonni |  |  | Bisnonni                                                             |  |  | Trisnonni                                                 |  |
|                                                          |                                                   |                                                                   |                                                                       |  |  |       |  |  | 8. Fernando Álvarez de Toledo y Sarmiento, I conte di Alba de Tormes |  |  | 16. García Álvarez de Toledo, III signore di Valdecorneja |  |
|                                                          |                                                   |                                                                   |                                                                       |  |  |       |  |  | 8. Fernando Álvarez de Toledo y Sarmiento, I conte di Alba de Tormes |  |  | 16. García Álvarez de Toledo, III signore di Valdecorneja |  |
|                                                          |                                                   | 17. Constanza Sarmiento                                           |                                                                       |  |  |       |  |  | 8. Fernando Álvarez de Toledo y Sarmiento, I conte di Alba de Tormes |  |  |                                                           |  |
| 4. García Álvarez de Toledo y Carrillo, I duca d'Alba    |                                                   |                                                                   |                                                                       |  |  |       |  |  | 8. Fernando Álvarez de Toledo y Sarmiento, I conte di Alba de Tormes |  |  |                                                           |  |
|                                                          |                                                   | 9. Mencía Carrillo de Toledo y Palomeque                          | 18. Pedro Carrillo de Toledo, signore di Bolaños                      |  |  |       |  |  |                                                                      |  |  |                                                           |  |
|                                                          |                                                   | 9. Mencía Carrillo de Toledo y Palomeque                          | 18. Pedro Carrillo de Toledo, signore di Bolaños                      |  |  |       |  |  |                                                                      |  |  |                                                           |  |
|                                                          |                                                   | 9. Mencía Carrillo de Toledo y Palomeque                          | 19. Elvira Palomeque                                                  |  |  |       |  |  |                                                                      |  |  |                                                           |  |
| 2. Fadrique Álvarez de Toledo y Enríquez, II duca d'Alba |                                                   | 9. Mencía Carrillo de Toledo y Palomeque                          |                                                                       |  |  |       |  |  |                                                                      |  |  |                                                           |  |
|                                                          |                                                   | 10. Fadrique Enríquez de Mendoza, II signore di Medina de Rioseco | 20. Alfonso Enríquez, I signore di Medina de Rioseco                  |  |  |       |  |  |                                                                      |  |  |                                                           |  |
|                                                          |                                                   | 10. Fadrique Enríquez de Mendoza, II signore di Medina de Rioseco | 20. Alfonso Enríquez, I signore di Medina de Rioseco                  |  |  |       |  |  |                                                                      |  |  |                                                           |  |
|                                                          |                                                   | 10. Fadrique Enríquez de Mendoza, II signore di Medina de Rioseco | 21. Juana de Mendoza y Ayala                                          |  |  |       |  |  |                                                                      |  |  |                                                           |  |
| 5. María Enríquez de Quiñones y Cossines                 |                                                   | 10. Fadrique Enríquez de Mendoza, II signore di Medina de Rioseco |                                                                       |  |  |       |  |  |                                                                      |  |  |                                                           |  |
|                                                          |                                                   | 11. Teresa Fernández de Quiñones                                  | 22. Diego Fernández de Quiñones I                                     |  |  |       |  |  |                                                                      |  |  |                                                           |  |
|                                                          |                                                   | 11. Teresa Fernández de Quiñones                                  | 22. Diego Fernández de Quiñones I                                     |  |  |       |  |  |                                                                      |  |  |                                                           |  |
|                                                          |                                                   | 11. Teresa Fernández de Quiñones                                  | 23. María de Toledo y Ayala                                           |  |  |       |  |  |                                                                      |  |  |                                                           |  |
| 1. Juan Álvarez de Toledo y Zúñiga                       |                                                   | 11. Teresa Fernández de Quiñones                                  |                                                                       |  |  |       |  |  |                                                                      |  |  |                                                           |  |
|                                                          | 12. Pedro de Zúñiga y Leiva, I conte di Plasencia | 24. Diego López de Zúñiga, XI signore di Zúñiga                   |                                                                       |  |  |       |  |  |                                                                      |  |  |                                                           |  |
|                                                          | 12. Pedro de Zúñiga y Leiva, I conte di Plasencia | 24. Diego López de Zúñiga, XI signore di Zúñiga                   |                                                                       |  |  |       |  |  |                                                                      |  |  |                                                           |  |
|                                                          | 12. Pedro de Zúñiga y Leiva, I conte di Plasencia | 25. Juana García de Leiva                                         |                                                                       |  |  |       |  |  |                                                                      |  |  |                                                           |  |
| 6. Álvaro de Zúñiga y Guzmán, I duca di Plasencia        | 12. Pedro de Zúñiga y Leiva, I conte di Plasencia |                                                                   |                                                                       |  |  |       |  |  |                                                                      |  |  |                                                           |  |
|                                                          |                                                   | 13. Isabel de Guzmán, III signora di Gibraleón                    | 26. Álvar Pérez de Guzmán, II signore di Gibraleón                    |  |  |       |  |  |                                                                      |  |  |                                                           |  |
|                                                          |                                                   | 13. Isabel de Guzmán, III signora di Gibraleón                    | 26. Álvar Pérez de Guzmán, II signore di Gibraleón                    |  |  |       |  |  |                                                                      |  |  |                                                           |  |
|                                                          |                                                   | 13. Isabel de Guzmán, III signora di Gibraleón                    | 27. Elvira López de Ayala y Guzmán                                    |  |  |       |  |  |                                                                      |  |  |                                                           |  |
| 3. Isabel de Zúñiga y Pimentel                           |                                                   | 13. Isabel de Guzmán, III signora di Gibraleón                    |                                                                       |  |  |       |  |  |                                                                      |  |  |                                                           |  |
|                                                          |                                                   | 14. Juan Alonso Pimentel y Enríquez, I conte di Mayorga           | 28. Rodrigo Alonso Pimentel y Téllez de Meneses, II conte di Benavent |  |  |       |  |  |                                                                      |  |  |                                                           |  |
|                                                          |                                                   | 14. Juan Alonso Pimentel y Enríquez, I conte di Mayorga           | 28. Rodrigo Alonso Pimentel y Téllez de Meneses, II conte di Benavent |  |  |       |  |  |                                                                      |  |  |                                                           |  |
|                                                          |                                                   | 14. Juan Alonso Pimentel y Enríquez, I conte di Mayorga           | 29. Leonor Enríquez de Mendoza                                        |  |  |       |  |  |                                                                      |  |  |                                                           |  |
| 7. Leonor Pimentel y Zúñiga                              |                                                   | 14. Juan Alonso Pimentel y Enríquez, I conte di Mayorga           |                                                                       |  |  |       |  |  |                                                                      |  |  |                                                           |  |
|                                                          |                                                   | 15. Elvira de Zúñiga y Guzmán                                     | 30. Pedro de Zúñiga y Leiva, I conte di Plasencia (= .12)             |  |  |       |  |  |                                                                      |  |  |                                                           |  |
|                                                          |                                                   | 15. Elvira de Zúñiga y Guzmán                                     | 30. Pedro de Zúñiga y Leiva, I conte di Plasencia (= .12)             |  |  |       |  |  |                                                                      |  |  |                                                           |  |
|                                                          |                                                   | 15. Elvira de Zúñiga y Guzmán                                     | 31. Isabel de Guzmán, III signora di Gibraleón (= 13.)                |  |  |       |  |  |                                                                      |  |  |                                                           |  |
|                                                          |                                                   | 15. Elvira de Zúñiga y Guzmán                                     |                                                                       |  |  |       |  |  |                                                                      |  |  |                                                           |  |